# Sierspant

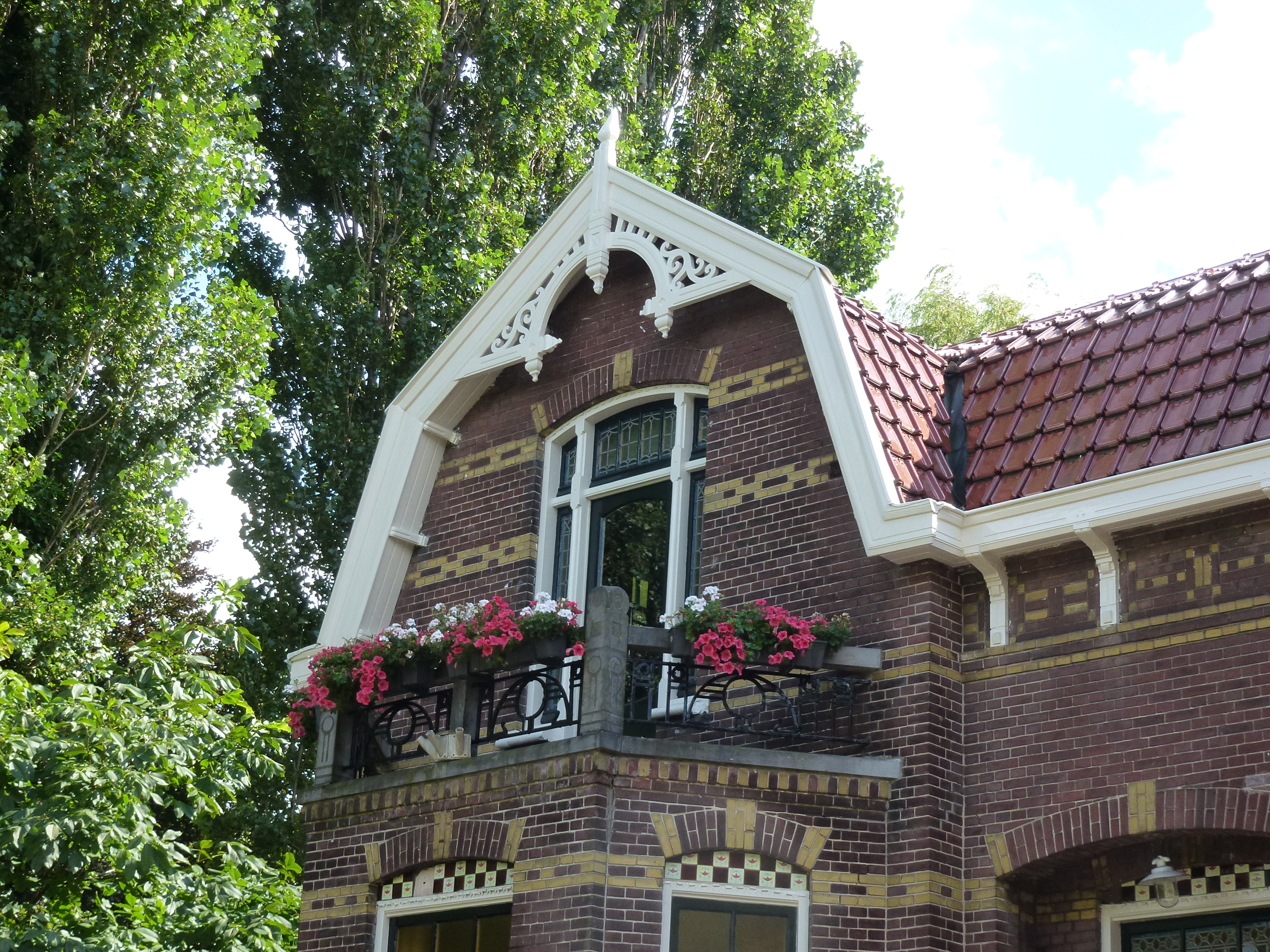
Huis met windveer en sierspant in Gouda

Een sierspant is een bouwkundig onderdeel dat geen constructieve, doch slechts een decoratieve functie vervult.
Deze spant bevindt zich gewoonlijk aan de topgevel en kan bestaan uit, bijvoorbeeld, een verticale en een horizontale balk, waarvan de eerste vaak versierd is met snij- of draaiwerk. Het geheel kan verrijkt worden met een schot, waarin ook weer allerlei motieven uitgezaagd kunnen zijn. Men spreekt dan van een sierspant met ajourwerk.
Bij de chaletstijl, die op het eind van de 19e eeuw in zwang was, maakte men veelvuldig gebruik van dergelijke ornamenten.